# Giant’s Ring

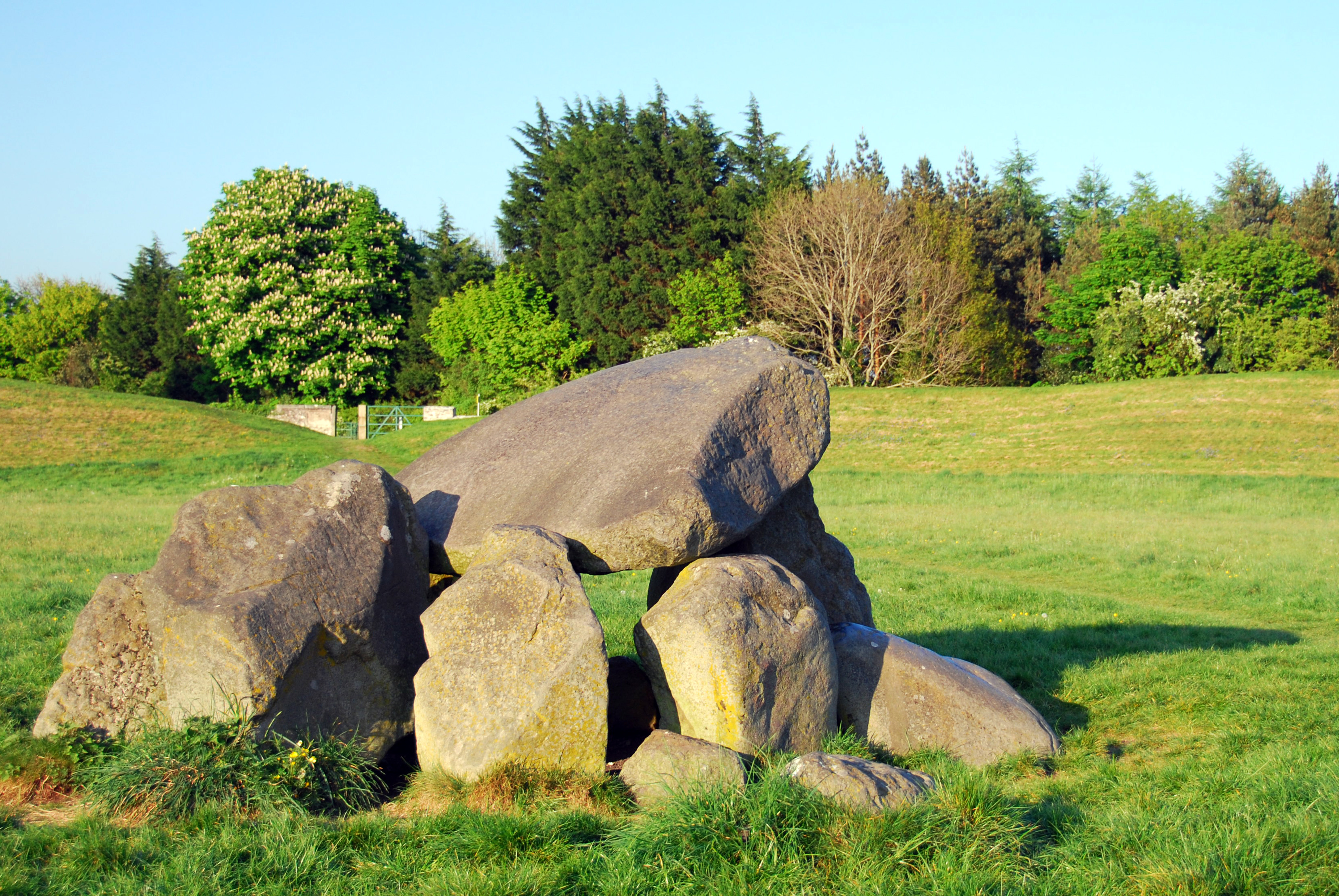
Giant’s Ring – dolmen

Giant’s Ring – stanowisko archeologiczne w Irlandii Północnej, na południowych przedmieściach Belfastu. Zachował się tu okrągły nasyp o średnicy 180 m. W czasach przedhistorycznych prawdopodobnie odbywały się tu zgromadzenia plemienne. Mogło to być też miejsce pochówku zmarłych. Pośrodku przestrzeni ograniczonej przez nasyp znajduje się olbrzymi dolmen o nieustalonym pochodzeniu.
W XVIII wieku odbywały się tu wyścigi konne.